# Karden-Sonneneule

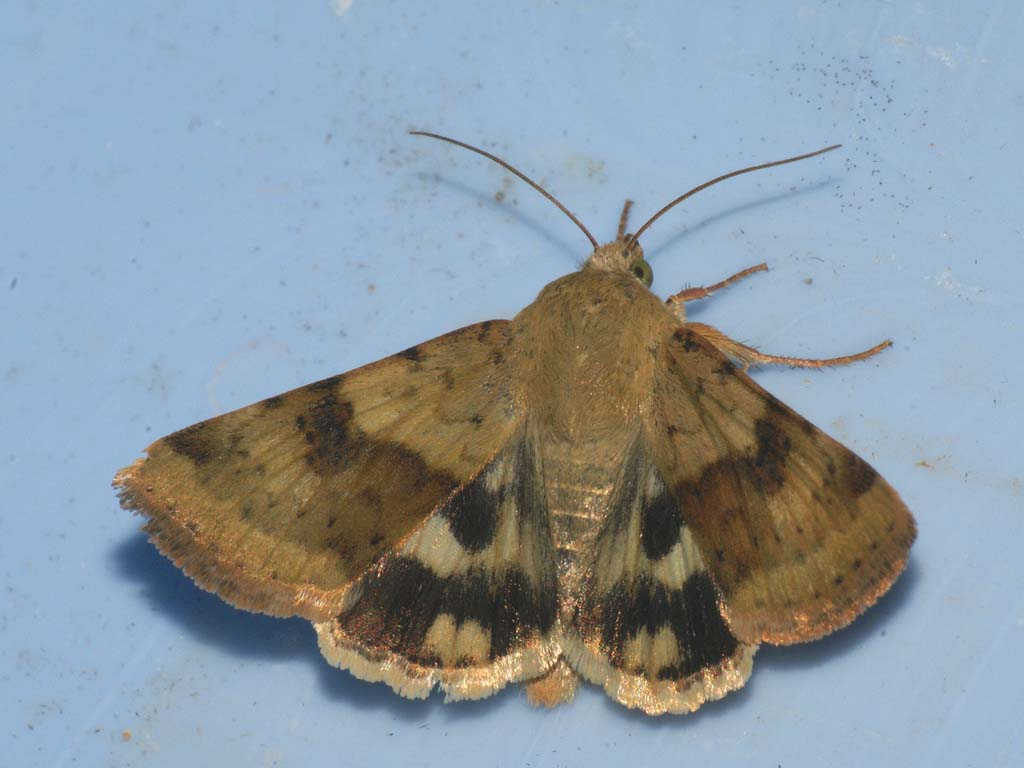
Typische Sitzhaltung

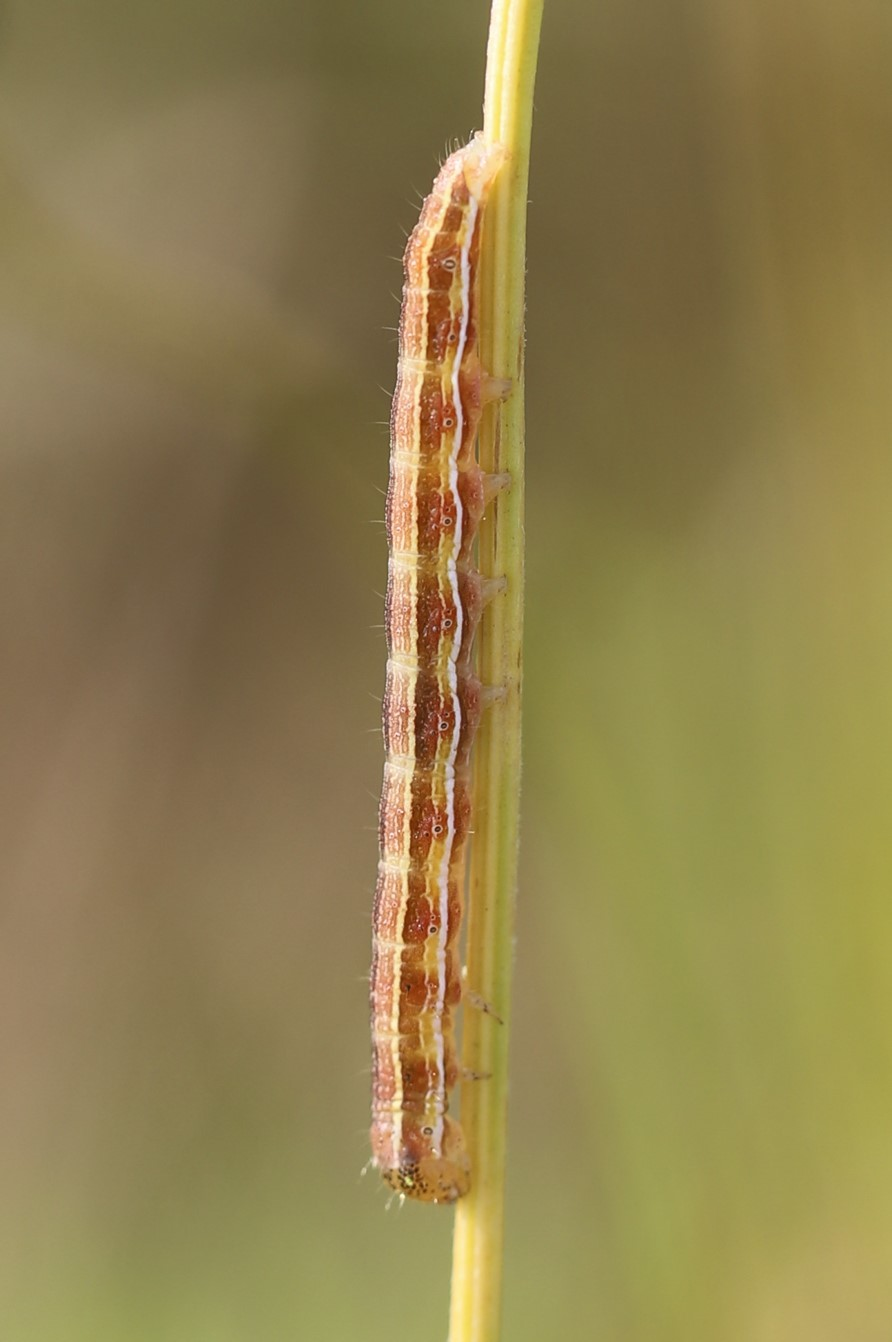
Raupe Anfang Juli, Seitenansicht

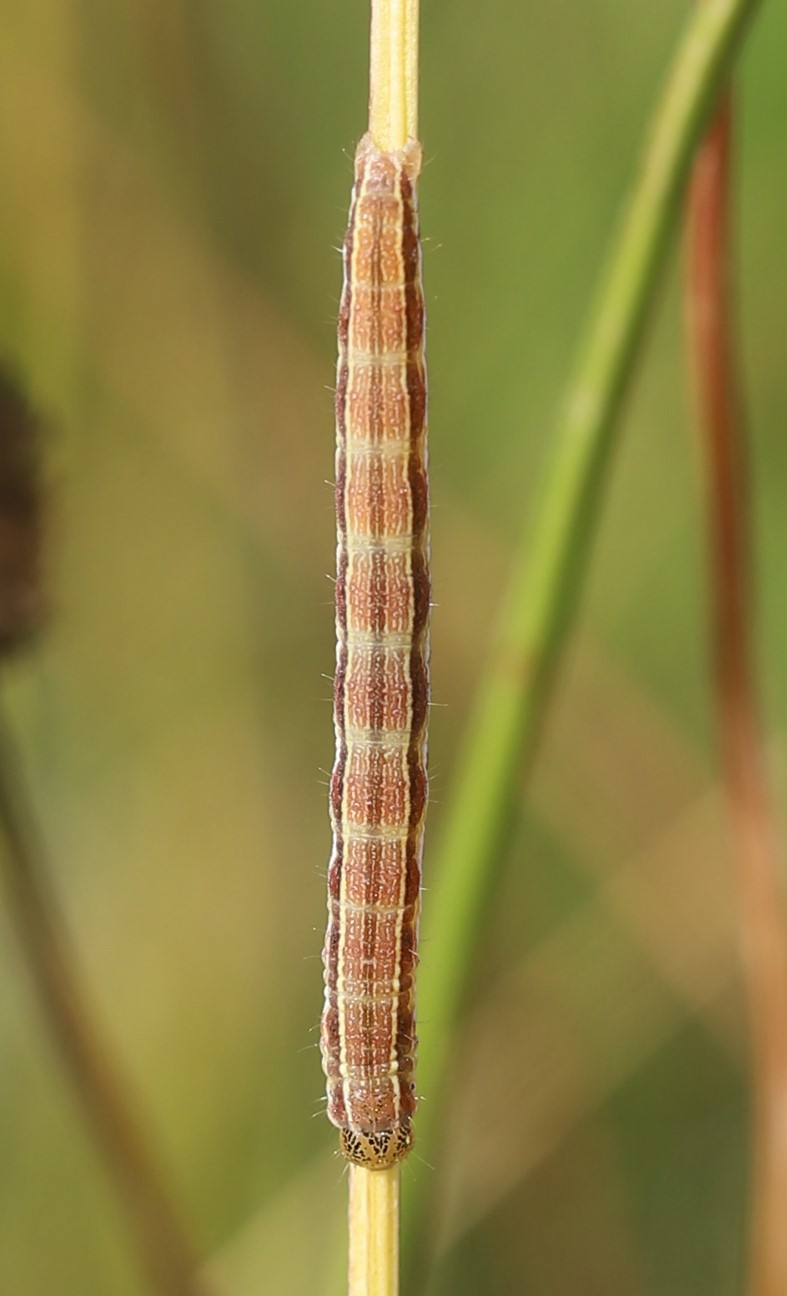
Raupe, Dorsalansicht

Die Karden-Sonneneule (Heliothis viriplaca) oder Kardeneule ist ein Schmetterling (Nachtfalter) aus der Familie der Eulenfalter (Noctuidae).

## Merkmale

### Falter
Die Flügelspannweite der Falter beträgt etwa 28 bis 32 Millimeter. Die Grundfarbe der Vorderflügel variiert in verschiedenen gelblichen und bräunlichen Tönungen. Der Mittelschatten ist stets stark verdunkelt, gelegentlich rotbraun gefärbt und läuft relativ gerade auf den Hinterrand zu. In der Nähe des Apex ist ein dunkler Keilfleck zu erkennen. Ring-, Nieren- und Zapfenmakel sind verschwommen oder fehlend. Auf den gelben Hinterflügeln befinden sich ein großer schwarzer Mittelfleck sowie ein breites dunkles Saumband, das einen gelben Fleck unmittelbar am Saum aufweist. Die Fransen sind hellgelb gefärbt.

### Raupe
Erwachsene Raupen variieren farblich von graugrün über gelbgrau bis zu rötlich grau und zeigen mehrere gewellte, helle Längslinien. Rücken-, Nebenrücken- und Seitenlinien sind weißlich gefärbt. Sie haben außerdem eine feine, kurze, borstenartige Behaarung.

### Ähnliche Arten
Warneckes Heidemoor-Sonneneule (Heliothis maritima) unterscheidet sich durch die sehr schräg auf den Hinterrand zulaufende Mittelbinde, den leicht eingeschnürten Mittelschatten sowie die etwas schmaleren Vorderflügel.

## Verbreitung und Lebensraum
Die Karden-Sonneneule ist von Nordwestafrika und den Kanarischen Inseln durch fast ganz Europa sowie weite Teile Asiens bis nach Japan, Korea und Sachalin verbreitet. Im Süden dringt sie bis Kaschmir und Myanmar vor. Als Wanderfalter erreicht sie in manchen Jahren auch Gebiete im Norden Fennoskandinaviens. Nördlich der Alpen treten gebietsweise sowohl bodenständige als auch zugewanderte Individuen auf. Die Wärme liebende Art kommt hauptsächlich auf Trockenrasengebieten, Brachflächen, Heidegebieten sowie an sonnigen Hängen und Böschungen und den Rändern von Sand- und Kiesgruben vor.

## Lebensweise
Die Falter sind tag- und nachtaktiv, besuchen im Sonnenschein gerne verschiedenste Blüten und kommen abends gelegentlich an künstliche Lichtquellen. Sie fliegen in zwei Generationen im Mai und Juni sowie im Juli und August. Die Raupen ernähren sich bevorzugt von den Blüten und Samen vieler unterschiedlicher Pflanzen. Dazu gehören Nickendes Leimkraut (Silene nutans), Weiße Lichtnelke  (Silene latifolia), Kleiner Wiesenknopf (Sanguisorba minor) sowie verschiedene Hauhechel- (Ononis), Steinklee- (Melilotus), Artemisia- (Artemisia), Flockenblumen- (Centaurea), und Zichorienarten (Cichorium). Die Art überwintert als Puppe.

## Gefährdung
Die Häufigkeit der Karden-Sonneneule in Deutschland schwankt erheblich, da zu den bodenständigen Tieren weitere Individuen in unterschiedlicher Anzahl als Wanderfalter einfliegen. Die Art wird auf der Roten Liste gefährdeter Arten jedoch als nicht gefährdet eingestuft. Lediglich in Baden-Württemberg wird sie auf der Vorwarnliste geführt sowie ganz im Norden als reiner Wanderfalter.